# Tony Ciccione

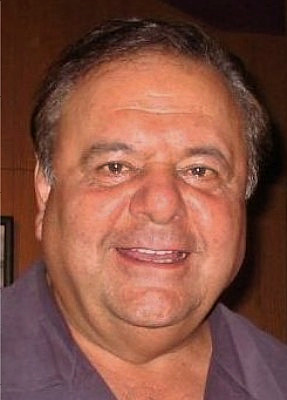
L'aspetto fisico di Tony Ciccione è ispirato all'attore italoamericano Paul Sorvino.

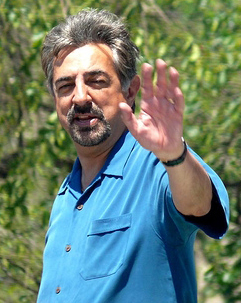
Joe Mantegna venne scelto come doppiatore di Tony Ciccione in quanto Sheldon Leonard non era disponibile.

Marion Anthony D'Amico, meglio conosciuto come Tony Ciccione (Fat Tony) è uno dei personaggi ricorrenti della serie TV I Simpson. È doppiato in originale dall'attore Joe Mantegna e compare per la prima volta nell'episodio Bart l'assassino. Tony è un gangster ed è il boss della mafia di Springfield, costantemente affiancato dai suoi scagnozzi Louie e Smilzo.
In realtà Tony Ciccione non è solo un personaggio ma due: in una puntata più recente Tony Ciccione muore d'infarto a causa di Homer, e viene sostituito dal cugino Fitness Tony, che in poco tempo perde la sua atleticità e assume aspetto e identità di Tony Ciccione. Nel diciannovesimo episodio della ventiduesima stagione sposa Selma, la sorella di Marge.

## Il personaggio
Tony Ciccione è sempre dietro ogni impresa criminale di Springfield. Il suo racket include il gioco d'azzardo, il contrabbando di sigarette e l'alcool. Ne Il mondo iellato di Marge Simpson, Homer contratta con la mafia affinché questa metta fuori gioco i rivali di Marge nella distribuzione dei pretzel. Tony ha sparato al sindaco Joe Quimby in Sindacato con la mafia per rappresaglia contro il blitz fatto nella sua stanza per la mungitura dei topi, a cui Quimby si oppone poiché Tony gli aveva promesso solo latte di animali dalle "cagne in su".
Tony si mette anche contro Homer quando questo fonda un gruppo di vigilanza cittadina interferendo con gli interessi della mala ne Il nuovo distintivo di papà; lì decide di ucciderlo in stile "gangsta", ma con l'intervento di Maggie la banda di Tony viene messa k-o. Il suo film preferito è Il padrino e ha un figlio di nome Michael, che viene introdotto nell'episodio Lo scemo, lo chef, la moglie e il suo Homer e diventa amico di Lisa, avuto dalla moglie Annamaria la quale tuttavia è morta "ammazzata per cause naturali" come dice lui stesso. Tony Ciccione muore nel nono episodio della 22ª stagione per arresto cardiaco, ma suo cugino Fitness Tony prenderà il suo posto come boss mafioso. A causa dello stress prodotto dalla vita malavitosa, Fitness Tony inizierà ad affogare i suoi problemi nel cibo, ingrasserà e sembrerà lui stesso il cugino defunto, chiamandosi Fitness Tony Ciccione.

## Il nome
Sul vero nome di Tony Ciccione c'è più di una controversia, poiché nel corso degli anni sono stati rivelati diversi "veri nomi". Nel primo episodio in cui compare, viene chiamato da Kent Brockman William Williams; mentre in Homer toro scatenato lo speaker dell'incontro tra Homer e Drederick Tatum si riferisce a Tony col nome di Anthony D'Amico. In Figlia unica di Krusty ignaro durante una partita a poker uno dei mafiosi afferma che il vero nome di Tony sia Concetta (Marion nell'edizione originale), un riferimento all'attore John Wayne, il cui vero nome era Marion Robert Morrison.

## Sviluppo e creazione
Il primo episodio in cui compare Tony (Bart l'assassino) fu concepito dagli sceneggiatori prima dell'uscita del film Quei bravi ragazzi, di cui ha una trama simile. Tuttavia, dopo l'uscita del film, gli scrittori hanno incorporato dei riferimenti al film nell'episodio. Tony Ciccione è stato creato prendendo spunto da Tom Holyman, mentre fisicamente è ispirato a Paul Sorvino. Louie, uno dei suoi scagnozzi, è basato sul personaggio di Frank Sivero nel film Quei bravi ragazzi. Alla fine della puntata c'è anche uno spezzone che riassume gli eventi dell'episodio, in cui Joe Mantegna dà la voce a Tony Ciccione. Inizialmente Tony non doveva essere un personaggio ricorrente e la prima scelta per il doppiaggio era Sheldon Leonard, che però non era disponibile.
Joe Mantegna si è comunque detto onorato di dare la propria voce a Tony, e il tono basso e rauco l'attore l'ha preso da suo zio Willy, un accanito fumatore.

## Recensioni
IGN include Tony Ciccione nella lista del 2006 della "Top 25 dei Personaggi Secondari dei Simpson". Star News Online ha inserito Joe Mantegna come uno dei 400 motivi per cui si amano I Simpson. Nel 2007 Vanity Fair nomina "Bart l'assassino" l'ottavo miglior episodio della serie, motivando la scelta dicendo che "l'episodio ha fatto il botto a causa dell'ispirazione satirica mafiosa". La Playmate Toys ha inoltre creato l'action figure di Tony Ciccione per la linea Mondo di Springfield giocattoli.